# Xian autonome bonan, dongxiang et salar de Jishishan
Le xian autonome bonan, dongxiang et salar de Jishishan (积石山保安族东乡族撒拉族自治县 ; pinyin : Jīshíshān bǎo'ānzú dōngxiāngzú sālāzú Zìzhìxiàn) est un district administratif de la province du Gansu en Chine. Il est placé sous la juridiction de la préfecture autonome hui de Linxia.

## Démographie
La population du district était de 215 898 habitants en 1999.